# Reginald De Koven
Henry Louis Reginald De Koven (3 avril 1859 - 16 janvier 1920) est un critique musical et compositeur américain prolifique, en particulier d'opéras-comiques.

## Biographie
De Koven est né à Middletown, dans le Connecticut. Il gagne l'Europe en 1870 pour y suivre des études en Angleterre. Il est diplômé du St John's College de l'Université d'Oxford en 1879. Il entreprend sa formation musicale à Stuttgart avec Speidel, Lebert et Pruckner. Il étudie la composition à Francfort avec Johann Christian Hauff, puis se rend à Florence, en Italie, où il étudie le chant avec Vanuccini. C'est ensuite l'opéra, d'abord avec Richard Genée, à Vienne, puis avec Léo Delibes, à Paris.
De Koven retourne aux États-Unis en 1882. Il vit à Chicago, Illinois, puis à New York. Il met en évidence sa grande culture musicale en tant que critique dans l' Evening Post de Chicago, l'Harper's Weekly et le New York World. Un certain nombre de ses chansons deviennent populaires, comme Oh Promise Me, sur des paroles de Clément Scott, un des plus grands succès de la chanson de son temps et est incontournable lors des mariages.
Entre 1887 et 1913, De Koven compose 20 opéras légers, en plus de centaines de chansons, des œuvres orchestrales, des sonates et des ballets. Alors que les opérettes de Victor Herbert étaient fortement influencées par les compositeurs d'opérettes continentaux, les œuvres de De Koven ont pour modèles celles de Gilbert et Sullivan. Son plus grand succès fut Robin Hood, dont la première a lieu à Chicago en 1890, avant de tourner dans tout le pays. Il fut joué à New York au Théâtre Knickerbocker, à Londres, en 1891, et au New York's Garden Theatre en 1892, avant de nombreuses reprises dans les années qui suivent. Parmi ses autres opérettes, on peut citer : The Fencing Master (1892, Casino Theatre, New York); Rob Roy, créé à Détroit, Michigan, en 1894; The Highwayman (1897, Herald Square Theatre, New York), The Little Duchess (1901, Casino Theatre, New York); et The Beauty Spot (1909, Herald Square Theatre).
De 1902 à 1904, De Koven dirige l'orchestre symphonique de Washington, DC. Son épouse, Anna de Koven, est une mondaine bien connue, romancière et historienne amateur qui publie ses œuvres sous le nom de « Mme Reginald de Koven ». La presse musicale doute que De Koven peut composer des opéras sérieux. Il compose pourtant The Canterbury Pilgrims (sur un livret du poète et dramaturge Percy MacKaye), créé au Metropolitan Opera en 1917. Il ne verra pas la création de son deuxième deuxième opéra, Rip Van Winkle (également sur un livret de MacKaye) joué en 1920 après son décès à Chicago.
Une rubrique nécrologique affirmait que grâce à lui, « la scène américaine ne dépendait plus de compositeurs étrangers ».

## Œuvres principales

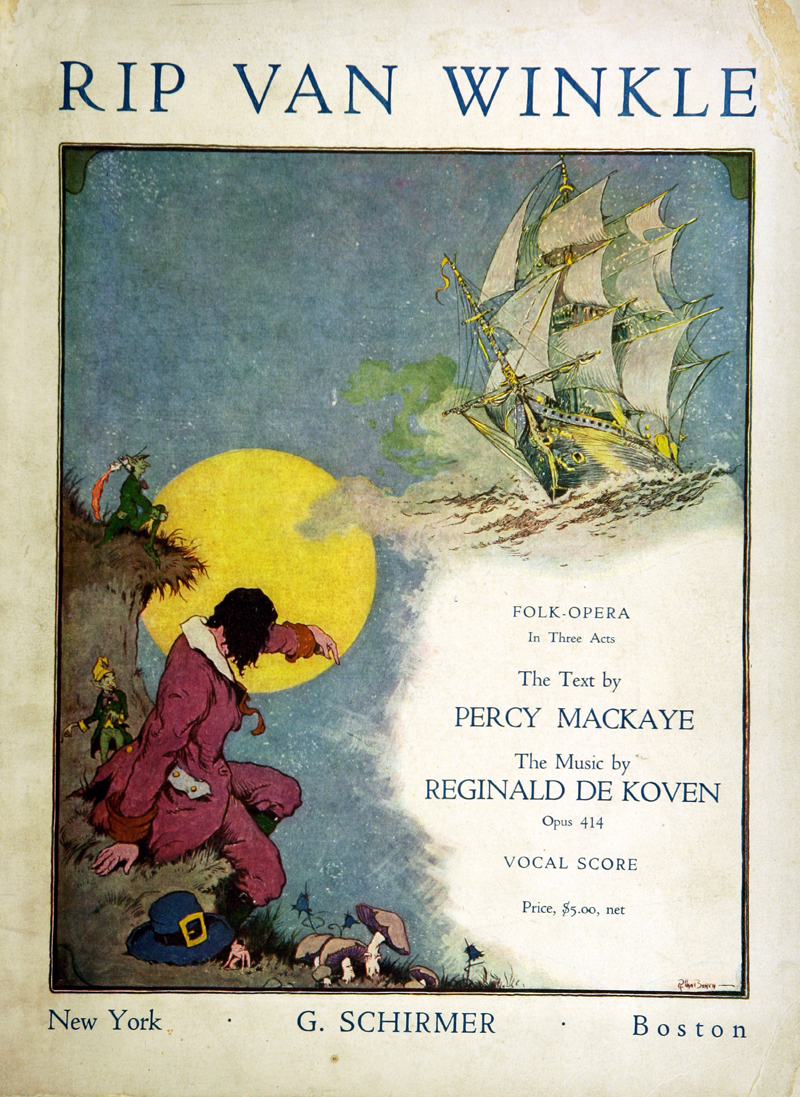
Cover of "Rip Van Winkle" opera by Reginald De Koven, 1919

- The Begum (1887), opérette, livret de Harry B. Smith
- Robin Hood (1890) opérette, livret de Harry B. Smith
- The Fencing Master (1892) opérette, livret de Harry B. Smith
- The Algerian (1893) opérette, livret de Glen MacDonough
- Rob Roy (1894), opérette, livret de Harry B. Smith
- The Mandarin (1896), opérette, livret de Harry B. Smith
- The Highwayman (1897), opérette, livret de Harry B. Smith
- The Three Dragoons (1899), opérette, livret de Harry B. Smith
- The Man in the Moon (1899), comédie musicale, musique de De Koven, Ludwig Englander et Gustave Kerker, livret et lyrics de Louis Harrison and Stanislaus Strange
- Papa's Wife (1899), comédie musicale, musique de De Koven, livret de Harry B. Smith, lyrics de Smith et De Koven
- Broadway to Tokio (1900), comédie musicale, livret et lyrics de Louis Harrison and George V. Hobart
- Foxy Quiller (In Corsica) (1900), opérette, livret de Harry B. Smith
- The Little Duchess (1901) comédie musicale, livret et lyrics de Harry B. Smith
- Maid Marian (1902),comédie musicale, livret et lyrics de Harry B. Smith
- Red Feather (1903), opérette, livret de Charles Klein, lyrics de Charles Emerson Cook
- Happyland; or, The King of Elysia (1905), opérette, livret de Frederic Ranken
- The Student King (1906), opérette, livret de Frederic Ranken et Stanislaus Stange
- The Golden Butterfly (1908), opérette, livret de Harry B. Smith
- The Beauty Spot (1909), comédie musicale, livret de Joseph W. Herbert, lyrics de Terry Sullivan
- The Wedding Trip (1911), opérette, livret de Fred De Gresac, lyrics de Harry B. Smith
- The Canterbury Pilgrims (1916), opéra, livret de Percy MacKaye
- Rip Van Winkle (1919), opéra, livret de Percy MacKaye

## Source
- (en) Cet article est partiellement ou en totalité issu de l’article de Wikipédia en anglais intitulé « Reginald De Koven » (voir la liste des auteurs).